# Peter Schmidt (Tischtennisspieler)
Peter Schmidt ist ein ehemaliger Tischtennisspieler der DDR. Er wurde dreimal DDR-Meister.

## Erfolge
Schmidt spielte in den 1950er Jahren  beim BSG Motor Jena, mit dem er  1953/54 und 1954/55 die DDR-Mannschaftsmeisterschaft gewann. 1956 errang er mit Helmut Hanschmann den DDR-Meistertitel im Doppel, nachdem er ein Jahr vorher mit Heinz Haupt Zweiter geworden war.